# Argia garrisoni
Argia garrisoni е вид водно конче от семейство Coenagrionidae. Видът не е застрашен от изчезване.

## Разпространение
Разпространен е в Мексико (Нуево Леон, Сан Луис Потоси и Тамаулипас).

## Описание
Популацията на вида е стабилна.